# Ricardo Gilbert
Ricardo Gilbert (* 1891 in Santiago de Chile; † 28. August 1964 ebenda) war ein chilenischer Maler.
Gilbert studierte bei Fernando Álvarez de Sotomayor an der Escuela de Bellas Artes und ist ein Vertreter der Künstlergruppe der Generación del Trece. Außer in zahlreichen Ausstellungen zu seinen Lebzeiten wurden seine Werke in jüngerer Zeit in den Ausstellungen Panorama de la Pintura Chilena (1987) und Siglo y Medio de Pintura Chilena des Instituto Cultural de Las Condes (1991) und der Ausstellung Álvarez de Sotomayor y la Generación del Trece des Museo de Arte Contemporáneo gezeigt. Das Ölgemälde Plaza de Santiago befindet sich im Besitz der Pinakothek der Universidad de Concepción.